# Échappée (cyclisme)
Pour les articles homonymes, voir Échappée.

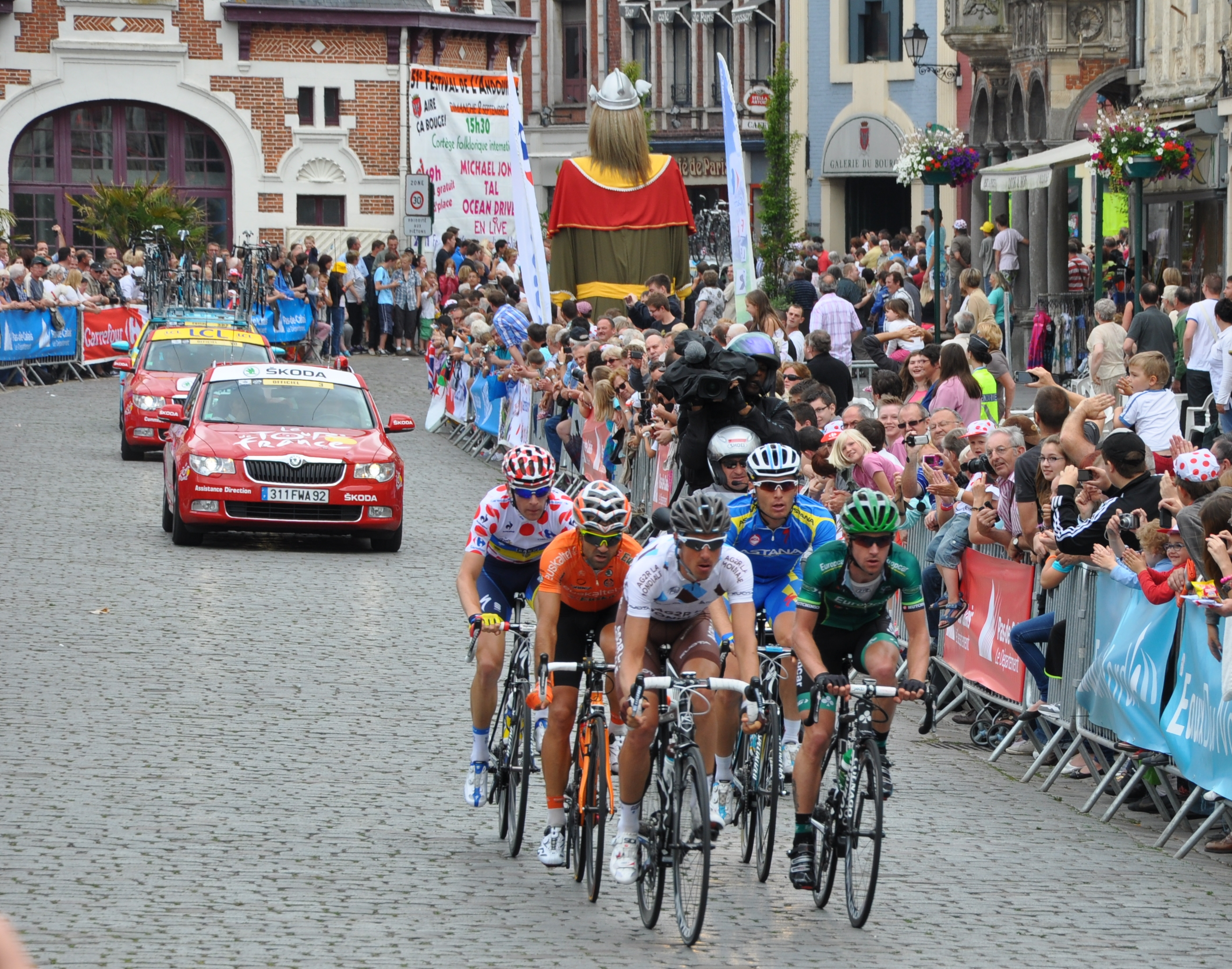
Échappée de la 3e étape du Tour de France 2012.

En sport, une échappée est l'action menée par un ou plusieurs concurrents pour se détacher des autres et conserver une avance sur ceux-ci.
Ce terme est particulièrement employé en cyclisme, lorsqu'un ou plusieurs coureurs se détachent du peloton. On dit alors qu'ils « partent en échappée ».